# Cyril Ring
Pour les articles homonymes, voir Ring.
Cyril Ring, né le 5 décembre 1892 à Boston et mort le 17 juillet 1967 à Hollywood, est un acteur mineur de cinéma américain. Il inaugure sa carrière dans le cinéma muet en 1921. En 1951, année de sa dernière apparition au cinéma, il avait joué dans plus de 350 films, presque toujours dans de petits rôles non crédités.
Ring est connu surtout pour son rôle de Harvey Yates, escroc et complice de Penelope (jouée par Kay Francis) dans le premier film des Marx Brothers, Noix de coco (1929). Il apparaît aussi brièvement, mais sans figurer au générique, dans deux autres films des Marx Brothers, Monnaie de singe (1931) et Un jour aux courses (1937).

## Biographie
Il est le frère de l'actrice Blanche Ring et le premier mari de l'actrice et danseuse Charlotte Greenwood qu'il épouse en 1915 et dont il divorce en 1922,.
Noix de coco est son film le plus important. Dans les pages spectacle du New York Times du 25 mai 1929, Mordaunt Hall éreinte Ring en ces termes : « Dans cette aventure, Cyril Ring tient en amateur la place d'honneur du conspirateur Mr. Yates, dont le grand espoir est de dérober les bijoux de Mrs. Potter. Mr. Ring, qui a incarné tout un tas de méchants au cinéma muet, joue ici son rôle comme si tout le monde sauf sa partenaire féminine bien décidée, était à la fois aveugle et sourd » (« Cyril Ring, in an amateurish fashion, does the honors as the conspiring Mr. Yates, whose great hope in this adventure is to cash in on Mrs. Potter's gems. Mr. Ring, who has impersonated regiments of villains on the silent screen, here plays his part as though everybody but his determined female partner were both sightless and deaf »).
Un biographe des Marx Brothers, Matthew Coniam, observe de son côté : « Il me semble qu'il fait parfaitement bien son travail dans le rôle du méchant Harvey Yates dans Noix de coco. Mais pour une raison quelconque, il a reçu les critiques les plus terribles et sa carrière a fait plus que décliner, elle a plongé presque immédiatement après » (« It seems to me he makes a perfectly good job of villainous Harvey Yates in The Cocoanuts. But for some reason he got the most terrible reviews, and his career didn't so much decline as nosedive almost immediately afterwards »).

## Filmographie
- 1921 : Prophète en son pays (The Conquest of Canaan) : Gene Louden
- 1922 : La Belle Revanche (Back Home and Broke) de Alfred E. Green : Eustace Grimley
- 1924 : Calomnie (Pied Piper Malone) de Alfred E. Green : Charles Crosby Jr.
- 1924 : L'Émeute (Tongues of Flame) de Joseph Henabery
- 1924 : In Hollywood with Potash and Perlmutter de Alfred E. Green
- 1928 : News Parade de David Butler
- 1929 : Noix de coco (The Cocoanuts) : Harvey Yates
- 1930 : Top Speed de Mervyn LeRoy
- 1931 : Millie : Bailey (non crédité)
- 1931 : Monnaie de singe (Monkey Business) : un invité à la fête (non crédité)
- 1931 : Don't Bet on Women de William K. Howard
- 1932 : Les Affaires et le Plaisir (Business and Pleasure) de David Butler : Arthur Jones
- 1932 : The Purchase Price : le second personnage auquel s'adresse Joan en chantant (non crédité)
- 1933 : Murders in the Zoo : un invité au banquet(non crédité)
- 1933 : Tillie and Gus : Poker Player (non crédité)
- 1935 : Je veux être une lady (Goin' to Town) : le metteur en scène (non crédité)
- 1935 : Aimez-moi toujours (Love Me Forever) : un spectateur de la vente aux enchères (non crédité)
- 1935 : La Double Vengeance (The Murder Man) : Man at Defense Table (non crédité)
- 1935 : Ne pariez pas sur les blondes (Don't Bet on Blondes) : l'homme avec le parieur de 30 000 $ (non crédité)
- 1935 : Diamond Jim : un pompier (non crédité)
- 1935 : Votez pour moi (Thanks a Million) de Roy Del Ruth : un membre de l'audience (non crédité)
- 1936 : King of Burlesque : l'assistant du commissaire priseur (non crédité)
- 1936 : Le Grand Ziegfeld (The Great Ziegfeld) : un journaliste (non crédité)
- 1936 : Charlie Chan aux courses (Charlie Chan at the Race Track) : le patron du Race Track (non crédité)
- 1936 : Bonne Blague (Wedding Present'') : un journaliste (non crédité)
- 1936 : Parade du football (Pigskin Parade) : un professeur de la réunion (non crédité)
- 1936 : Go West, Young Man : un journaliste (non crédité)
- 1936 : The Border Patrolman de David Howard (non crédité)
- 1937 : Deanna et ses boys (One Hundred Men and a Girl) : un participant du concert (non crédité)
- 1937 : Charlie Chan à Broadway (Charlie Chan on Broadway) : le fan de photos candide au club Hottentot (non crédité)
- 1937 : She Married an Artist : un journaliste (non crédité)
- 1937 : Une nation en marche (Wells Fargo) : rôle mineur (non crédité)
- 1938 : Love Is a Headache : un journaliste (non crédité)
- 1938 : Quelle joie de vivre (Joy of Living) : Man in Margaret's Dressing Room (non crédité)
- 1938 : L'Ensorceleuse (The Shining Hour) : Candid Cameraman (non crédité)
- 1938 : Kentucky : un danseur (non crédité)
- 1939 : Je suis un criminel (They Made Me a Criminal) : First Fight Ringsider (non crédité)
- 1939 : Man of Conquest : un participant du bal (non crédité)
- 1939 : Lucky Night : un passager d'autobus (non crédité)
- 1939 : Miracles à vendre (Miracles for Sale) : Numbers' Man (non crédité)
- 1939 : Place au rythme (Babes in Arms) : Vaudevilian Celebrant (non crédité)
- 1939 : Hollywood Cavalcade : First Row Extra in Theater Audience (non crédité)
- 1939 : Les Fantastiques Années 20 (The Roaring Twenties) : Charlie (non crédité)
- 1940 : Two Girls on Broadway : Bartell's Second Assistant (non crédité)
- 1940 : Au-delà de demain (Beyond Tomorrow) : Man Reporting No Hope for Crash Victims (non crédité)
- 1940 : Poings de fer, cur d'or (Sailor's Lady) : Lieutenant Commander—Arizona (non crédité)
- 1940 : My Love Came Back : un invité à la fête (non crédité)
- 1940 : Rhythm on the River : un invité à la fête (non crédité)
- 1940 : Le Dictateur (The Great Dictator) : Officer Extra (non crédité)
- 1940 : Little Nellie Kelly : Man Bumped by Dennis (non crédité)
- 1940 : No, No, Nanette : un employé de la réception (non crédité)
- 1941 : Un cur pris au piège (The Lady Eve) : Husband on Ship (non crédité)
- 1941 : Son patron et son matelot (A Girl, a Guy, and a Gob) : Hustler (non crédité)
- 1941 : L'Homme de la rue (Meet John Doe) : un technicien radio (non crédité)
- 1941 : Las Vegas Nights : le patron du Club Nevada  (non crédité)
- 1941 : Citizen Kane : Newspaperman at Trenton Town Hall (non crédité)
- 1941 : Le Défunt récalcitrant (Here Comes Mr. Jordan) : un membre du conseil d'administration (non crédité)
- 1941 : Great Guns : Canteen Clerk (non crédité)
- 1941 : Le Mort fictif (Three Girls About Town) : Extra at Labor Meeting (non crédité)
- 1941 : Birth of the Blues : le patron du café (non crédité)
- 1941 : New York Town : un spectateur (non crédité)
- 1941 : Blues in the Night : Gambler at Dice Table (non crédité)
- 1941 : Les Voyages de Sullivan (Sullivan's Travels) : un journaliste (non crédité)
- 1942 : Lady for a Night : King's Club Patron (non crédité)
- 1942 : Blue, White and Perfect : Court Clerk (non crédité)
- 1942 : La Femme de l'année (Woman of the Year) : Mr. Harding's Chauffeur (non crédité)
- 1942 : Mon amie Sally (My Gal Sal) : Loud Customer's Friend (non crédité)
- 1942 : Le Mystérieux Docteur Broadway (Dr. Broadway) d'Anthony Mann : Diner (non crédité)
- 1942 : Tueur à gages (This Gun for Hire) : Neptune Club Waiter (non crédité)
- 1942 : Vainqueur du destin (The Pride of the Yankees) : Photographer (non crédité)
- 1942 : Griffes jaunes (Across the Pacific) : Canadian Officer (non crédité)
- 1942 : La Marine triomphe (The Navy Comes Through) : Mr. Reynolds (non crédité)
- 1943 : Margin for Error : Drugstore Clerk (non crédité)
- 1943 : The Meanest Man in the World : Client (non crédité)
- 1943 : The Amazing Mrs. Holliday : un invité à la fête (non crédité)
- 1943 : Dixie Dugan (non crédité)
- 1943 : Bombardier : Capt. Randall (non crédité)
- 1943 : Du Barry Was a Lady : Man Watching Radio Interview (non crédité)
- 1943 : Batman (Serial) : Restaurant Patron (non crédité)
- 1943 : Liens éternels (Hers to Hold) : Photographer (non crédité)
- 1943 : So This Is Washington : Second Hotel Desk Clerk (non crédité)
- 1943 : Swing Fever : Man Entering Club (non crédité)
- 1943 : The Mad Ghoul : Man in Audience (non crédité)
- 1944 : Alerte aux marines (The Fighting Seabees) : Dance Extra (non crédité)
- 1944 : My Best Gal (non crédité)
- 1944 : Hollywood Parade (Follow the Boys) : Laughtonpher (non crédité)
- 1944 : Femme aimée est toujours jolie (Mr. Skeffington) : Perry Lanks (non crédité)
- 1944 : Chasseurs de fantômes (Ghost Catchers) : Man in Tuxedo (non crédité)
- 1944 : Les Saboteurs (Secret Command) : Parrish (non crédité)
- 1944 : Hommes du monde (In Society) : Sir Walter Raleigh at Party (non crédité)
- 1944 : Le Joyeux Trio Monahan (The Merry Monahans) : Poker Player (non crédité)
- 1944 : La Marine en jupons (Here Come the Waves) : le lieutenant colonel (non crédité)
- 1945 : Show Boat en furie (The Naughty Nineties) : Man in Water Gag (non crédité)
- 1945 : Deanna mène l'enquête (Lady on a Train) : Circus Club Ringmaster (non crédité)
- 1945 : Duffy's Tavern : Gaffer (non crédité)
- 1946 : L'Emprise du crime (The Strange Love of Martha Ivers) : Nightclub Extra (non crédité)
- 1947 : The Hal Roach Comedy Carnival : Bill, in 'Fabulous Joe'
- 1947 : La Cité magique (Magic Town) : Newspaper Man (non crédité)
- 1948 : Tous les maris mentent (An Innocent Affair) : le maître d'hôtel du Rocket Roof (non crédité)
- 1951 : Iron Man : Headwaiter (non crédité) : son dernier rôle